# Френк Гарріс
Френк Гарріс (англ. Frank Harris; 14 лютого 1855 — 26 серпня 1931) — ірландський редактор, романіст, автор оповідань, журналіст і видавець. Товаришував із багатьма відомими особистостями свого часу.
Народився в Ірландії. У ранніх роках емігрував до Америки, відтак працював на багатьох роботах, що не потребували спеціального фаху, водночас вивчаючи право в Канзаському університеті. Після випуску швидко втомився від роботи в юриспруденції і 1882 року повернувся до Європи. Подорожував континентальною Європою перед тим як осісти в Лондоні, намагаючись побудувати кар'єру в журналістиці. 1921 року, маючи поза 60 років, здобув американське громадянство. Незважаючи на те, що Френк Гарріс привертав до себе багато уваги впродовж свого життя через свою палку, агресивну особистість, за редагування відомих періодичних видань, товаришування з багатьма відомими особами, пам'ятають його головно за його багатотомні мемуари «Моє життя та кохання», які були заборонені в багатьох країнах по всьому світу через елементи сексуального характеру.

## Чит. також
- Philippa Pullar, Frank Harris. 1975.
- Robert Brainard Pearsall, Frank Harris. New York: Twayne Publishers, 1970.
- Stanley Weintraub (ed.), The Playwright and the Pirate, Bernard Shaw and Frank Harris: A Correspondence. Pennsylvania State University Press, 1982.
- Charles Chaplin, My Autobiography pages 242—244. Simon and Shuster, 1964